# Debussy (cratère)
Debussy est le nom d'un cratère d'impact présent sur la surface de Mercure. 

## Description
Le cratère fut ainsi nommé par l'Union astronomique internationale en 2010 en hommage au compositeur français Claude Debussy.
Son diamètre est de 81 km mais les raies de l'impact s'étendent sur plusieurs centaines de kilomètres couvrant une partie de l'hémisphère sud.
Il a donné son nom à la région de Mercure dans laquelle il se situe, le quadrangle de Debussy (quadrangle H-14), depuis la cartographie de la zone rendue possible par le passage de la sonde MESSENGER en 2011.

## Compléments